# Fuente la Lancha
Fuente la Lancha település Spanyolországban, Córdoba tartományban. Fuente la Lancha Villanueva del Duque és Hinojosa del Duque községekkel határos. Lakosainak száma 339 fő (2024).

## Népesség
A település népessége az elmúlt években az alábbi módon változott:
| Lakosok száma | 410  | 427  | 415  | 375  | 376  | 365  | 355  | 351  | 337  | 339  |
|               | 2001 | 2004 | 2006 | 2009 | 2011 | 2014 | 2016 | 2019 | 2021 | 2024 |